# Antonia Niedermaier
Antonia Niedermaier (Rosenheim, 20 de febrero de 2003) es una ciclista y esquiadora de montaña alemana. Corre para el equipo Canyon–SRAM UCI WorldTour Femenino. Niedermaier ganó una etapa del Giro Donne 2023 y compitió en los Juegos Olímpicos de la Juventud de Invierno de 2020.

## Primeros años de vida
Niedermaier nació en Rosenheim, Baviera, Alemania. Más tarde vivió en Bad Aibling y Bruckmühl. A los 15 años comenzó a practicar carrera de montaña, pero abandonó el deporte en 2019 debido a una lesión.

## Carrera

### Carrera en esquí de montaña
Niedermaier comenzó a practicar esquí de montaña en 2019. Ese año, terminó tercera en el Campeonato Mundial Junior, su primer evento importante. Compitió en los Juegos Olímpicos de la Juventud de Invierno de 2020, terminando sexta en el evento individual y 17 en la competencia de velocidad. Formó parte del equipo alemán que terminó tercero en el relevo mixto. Niedermaier ganó la Copa del Mundo de Esquí de Montaña Sub-20 2020-21 tanto en eventos individuales como verticales. Ganó varias carreras en la temporada de la Copa del Mundo. Niedermaier planeaba competir en el Campeonato Mundial de Esquí de Montaña de 2023, pero no pudo después de someterse a una cirugía de rodilla.

### Carrera como ciclista
Niedermaier comenzó a competir en el equipo juvenil del equipo local Mangertseder Bayern. Ganó el evento de contrarreloj del Campeonato de Alemania Sub-19 en ruta de 2021 y quedó tercera en la carrera en ruta. También terminó tercera en el Campeonato Mundial de Ruta Sub-23 y segunda en el Campeonato Europeo de Ruta Sub-23.
En 2022, Niedermaier comenzó a competir por Canyon-SRAM Generation. Niedermaier se perdió la primera mitad de la temporada 2022 para concentrarse en sus estudios. En 2022 ganó dos etapas y la clasificación general en el Tour Cycliste Féminin International de l'Ardèche. Se hizo con el maillot de líder en el Tour de l'Ardèche tras ganar de 83 km (51,6 mi) paseo en escapada en solitario. Ese año, también ganó la Classica de l'Arros y terminó tercera en el Campeonato de Alemania Sub-23 en ruta.
Antes de la temporada 2023, Niedermaier fue ascendida al equipo Canyon-SRAM del UCI WorldTour Femenino. Su primera carrera para el equipo fue el Tour de Turingia femenino; se estrelló en la tercera etapa del evento. Terminó tercera en la segunda etapa del Vuelta Femenina de los Pirineos de 2023, y ganó las clasificaciones de Reina de las Montañas y jinete joven. Ganó la contrarreloj en el Campeonato Alemán de Ruta Sub-23 y quedó sexta en la carrera de ruta.
Más tarde, en 2023, Niedermaier compitió en el Giro Donne 2023, su primer evento del UCI WorldTour Femenino. Ganó la quinta etapa del Giro Donne, la etapa reina de la carrera, tras atacar en la penúltima subida, unos 25 kilómetros (15,5 mi) desde el final. Después de la etapa, subió al segundo lugar en la clasificación general de la carrera, y fue líder de la clasificación de jóvenes ciclistas. Abandonó la carrera al día siguiente tras un accidente con Urška Žigart.